# 大手町塔

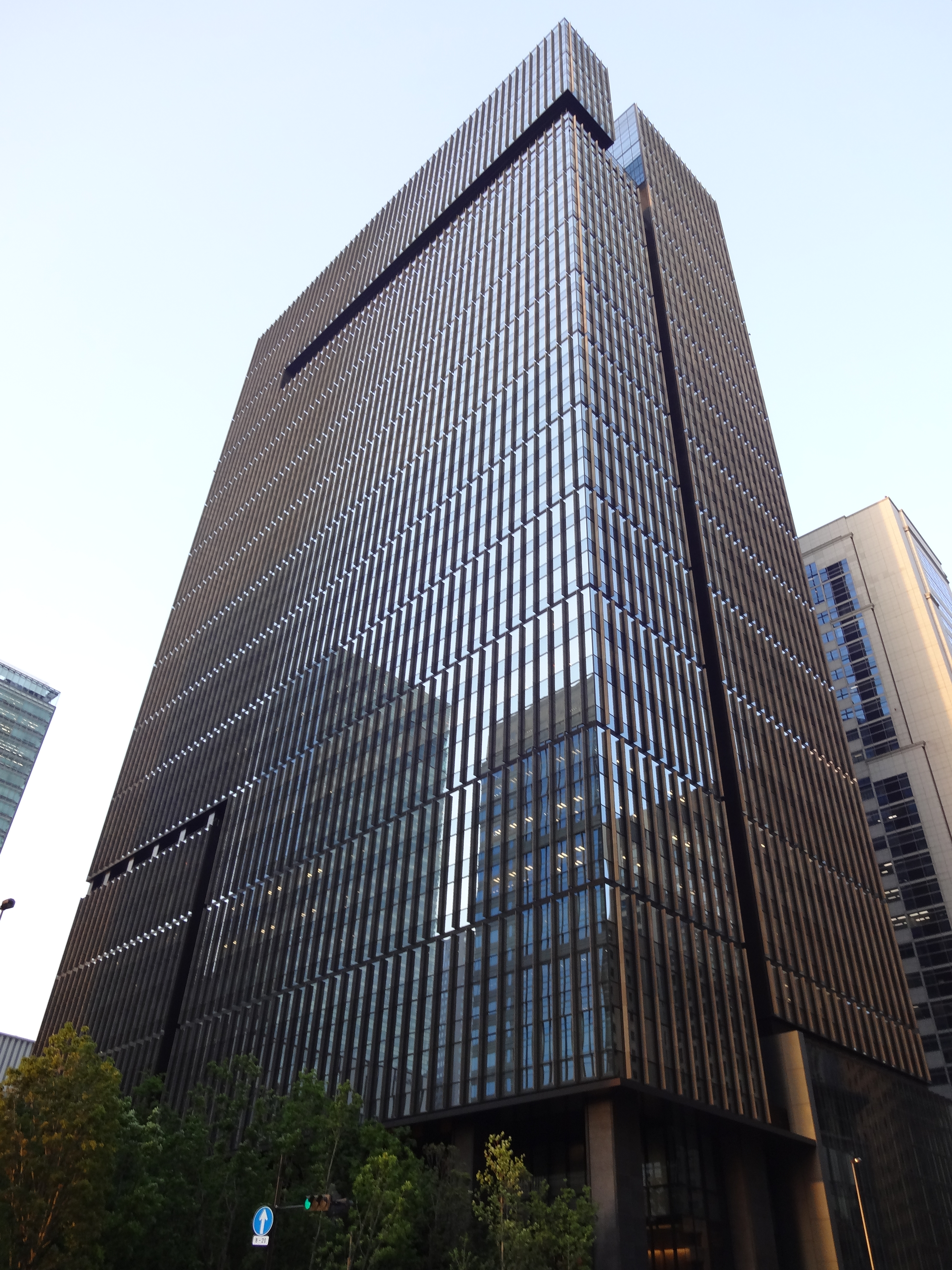
大手町塔

大手町塔（日语：大手町タワー）是位於日本東京都千代田區大手町一丁目的一座摩天大樓，由KPF建築師事務所設計。第57回BCS賞受賞。

## 历史
大手町塔於2009年11月30日開工，在2014年4月20日竣工。本大樓前身為瑞穗銀行大手町本部大樓和大手町金融中心，目前瑞穗亦有繼續租賃部分樓層。大手町塔的地下有商業設施「OOTEMORI」，地上部分則是辦公樓。2016年，大手町塔和大手町之森獲得第57屆BCS獎。

## 外部連結
- OOTEMORI（页面存档备份，存于）
- アマン東京（页面存档备份，存于）